# Les (Hiszpania)
Les – gmina w Hiszpanii, w prowincji Lleida, w Katalonii, o powierzchni 23,35 km². W 2011 roku gmina liczyła 1012 mieszkańców.